# Zablaće (Čačak)
Zablaće (em cirílico: Заблаће) é uma vila da Sérvia localizada na cidade de Čačak, pertencente ao distrito de Moravica, na região de Pomoravlje. A sua população era de 1169 habitantes segundo o censo de 2011.

## Demografia
| 1948 | 1953 | 1961 | 1971 | 1981 | 1991 | 2002 | 2011 |
| ---- | ---- | ---- | ---- | ---- | ---- | ---- | ---- |
| 1010 | 1037 | 1052 | 1081 | 1251 | 1276 | 1226 | 1169 |